# Doremi – Phép thuật thần kỳ
Doremi - Phép thuật thần kỳ (おジャ魔女どれみ Ojamajo Doremi), hay còn có tên gọi khác là Magical DoReMi trong tiếng Anh, là một loạt phim truyền hình anime về những cô gái phép thuật của hãng Toei Animation Nhật Bản. Phim tập trung vào một nhóm nữ sinh tiểu học, dẫn đầu là Harukaze Doremi, tất cả đang là những pháp sư học việc. Loạt phim phát sóng tại Nhật Bản trên TV Asahi từ tháng 2 năm 1999 đến tháng 1 năm 2003, kéo dài bốn mùa và 201 tập, tiếp theo là một loạt phim hoạt hình gốc phát hành từ tháng 6 đến tháng 12 năm 2004. Phiên bản tiếng Anh của phần đầu tiên do 4Kids Entertainment sản xuất, phát sóng ở Bắc Mỹ năm 2005.
Từ ngày 28 tháng 10 năm 2016, Doremi - Phép thuật thần kỳ phiến bản lồng tiếng Việt phát sóng trên các kênh truyền hình cáp SCTV: SCTV3 - See TV, SCTV13 - LadyTV và SCTV19 - Channel T và xem trực tuyến trên trước của FPT Play và Sami Saver Việt Nam (Facebook).
Ojamajo Doremi đã truyền cảm hứng cho hai bộ phim đồng hành, chuyển thể từ manga, trò chơi điện tử và một bộ light novel. Phim kỷ niệm 20 năm có tựa đề Looking for Magical Doremi phát hành ngày 13 tháng 11 năm 2020.

## Truyền thông

### Anime
| Số   | Tựa                             | Thời lượng phát sóng | Tập | Ghi chú  |
| ---- | ------------------------------- | -------------------- | --- | -------- |
| 1    | Ojamajo Doremi                  | 1999 –2000           | 51  | TV anime |
| 2    | Ojamajo Doremi #                | 2000–2001            | 49  | TV anime |
| 3    | Mōtto! Ojamajo Doremi           | 2001–2002            | 50  | TV anime |
| 4    | Ojamajo Doremi Dokkān!          | 2002–2003            | 51  | TV anime |
| 5    | Ojamajo Doremi Na-i-sho         | 2004                 | 13  | OVA      |
| 6    | Ojamajo Doremi: Owarai Gekijō   | 2019–2020            | 26  | ONA      |
| 7    | Ojamajo Doremi: Honobono Gekijō | 2020                 | 5   | OVA      |
| Tổng | Tổng                            | 1999–2020            | 245 | –        |

### Âm nhạc
Trong suốt loạt phim đã có nhiều đĩa đơn, album và bộ sưu tập đã được bán ra. Bản gốc của series CD do Bandai Music Entertainment phát hành, trong khi nhạc của Ojamajo Doremi # do King Records phân phối. Từ Mōtto! Ojamajo Doremi  trở đi, các đĩa CD do Marvelous Entertainment phân phối.

### Light novel
| #  | Nhan đề                                                                   | Ngày phát hành Nhật  | ISBN Nhật         |
| -- | ------------------------------------------------------------------------- | -------------------- | ----------------- |
| 1  | Ojamajo Doremi 16 おジャ魔女どれみ16                                      | 2 tháng 12 năm 2011  | 978-4-06-3752069  |
| 2  | Ojamajo Doremi 16: Naive おジャ魔女どれみ16 Naive                         | 2 tháng 5 năm 2012   | 978-4-06-375235-9 |
| 3  | Ojamajo Doremi 16: Turning Point おジャ魔女どれみ16 TURNING POINT         | 30 tháng 11 năm 2012 | 978-4-06-375273-1 |
| 4  | Ojamajo Doremi 17 おジャ魔女どれみ17                                      | 2 tháng 7 năm 2013   | 978-4-06-375287-8 |
| 5  | Ojamajo Doremi 17 2nd: Kizashi おジャ魔女どれみ17 2nd 〜KIZASHI〜         | 2 tháng 10 năm 2013  | 978-4-06-375327-1 |
| 6  | Ojamajo Doremi 17 3rd: Come On! おジャ魔女どれみ17 3rd 〜COME ON!〜       | 28 tháng 2 năm 2014  | 978-4-06-375347-9 |
| 7  | Ojamajo Doremi 18 おジャ魔女どれみ18                                      | 2 tháng 9 năm 2014   | 978-4-06-375371-4 |
| 8  | Ojamajo Doremi 18 2nd: Spring has... おジャ魔女どれみ18 2nd Spring has... | 2 tháng 6 năm 2015   | 978-4-06-3814255  |
| 9  | Ojamajo Doremi 19 おジャ魔女どれみ19                                      | 2 tháng 12 năm 2015  | 978-4-06-3587791  |
| 10 | Ojamajo Doremi 20’s おジャ魔女どれみ20’s                                  | 2 tháng 10 năm 2019  | 978-4-06-5162347  |